# Patrick Gordon Walker

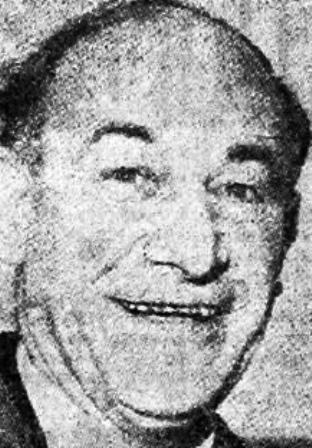
Patrick Chrestien Gordon Walker, 1964

Patrick Chrestien Gordon Walker, Baron Gordon-Walker (* 7. April 1907 in Worthing; † 2. Dezember 1980 in London) war ein britischer Politiker der Labour Party.
Walker studierte am Wellington College (Berkshire) und Christ Church (Oxford) Geschichte.
Zwischen 1940 und 1944 arbeitete er für den Auslandsfunk der BBC und dort ab 1942 für die deutschsprachigen Sendungen. 1945 war er stellvertretender Direktor des deutschsprachigen Dienstes der BBC. Er kam als Frontberichterstatter mit der britischen Armee nach Deutschland und berichtete über die Befreiung des KZ Bergen-Belsen. Über diese Befreiung schrieb er das Buch The Lid Lifts.
Zwischen 1946 und 1948 war er Vorsitzender des British Film Institute.

## Politik
Nach einer gescheiterten Kandidatur 1935 wurde Walker in eine Nachwahl 1945 im Wahlkreis Smethwick gewählt und vertrat diesen Wahlkreis bis 1964 und später, 1966 bis 1974, den Wahlkreis Leyton im Unterhaus. Der Regierung gehörte er unter anderem als Außenminister von 1964 bis 1965 und danach als Bildungsminister an.
Zur Unterhauswahl im Februar 1974 trat er nicht mehr an. Am 4. Juli 1974 wurde er als Baron Gordon-Walker, of Leyton in the County of Essex, zum Life Peer erhoben und wurde dadurch auf Lebenszeit Mitglied des House of Lords. 1974 war er auch kurzzeitig Mitglied des Europäischen Parlaments.